# Курський район (Ставропольський край)
Ку́рський райо́н (рос. Курский район) — адміністративна одиниця Ставропольського краю Російської Федерації.
Адміністративний центр — станиця Курська.

## Адміністративний поділ
До складу району входять 12 сільських поселень:
| Сільське поселення      | Адмінцентр           |
| ----------------------- | -------------------- |
| Балтійська сільрада     | селище Балтійський   |
| Галюгаєвська сільрада   | станиця Галюгаєвська |
| Кановська сільрада      | село Каново          |
| Курська сільрада        | станиця Курська      |
| Мирнинська сільрада     | селище Мирний        |
| Полтавська сільрада     | село Полтавське      |
| Ростовановська сільрада | село Ростовановське  |
| Рощинська сільрада      | селище Рощино        |
| Руська сільрада         | село Руське          |
| Серноводська сільрада   | хутір Графський      |
| Станиця Стодеревська    |                      |
| Село Едіссія            |                      |